# Laphria bimaculata
Laphria bimaculata är en tvåvingeart som beskrevs av Walker 1855. Laphria bimaculata ingår i släktet Laphria och familjen rovflugor. Inga underarter finns listade i Catalogue of Life.